# Piazza delle Erbe

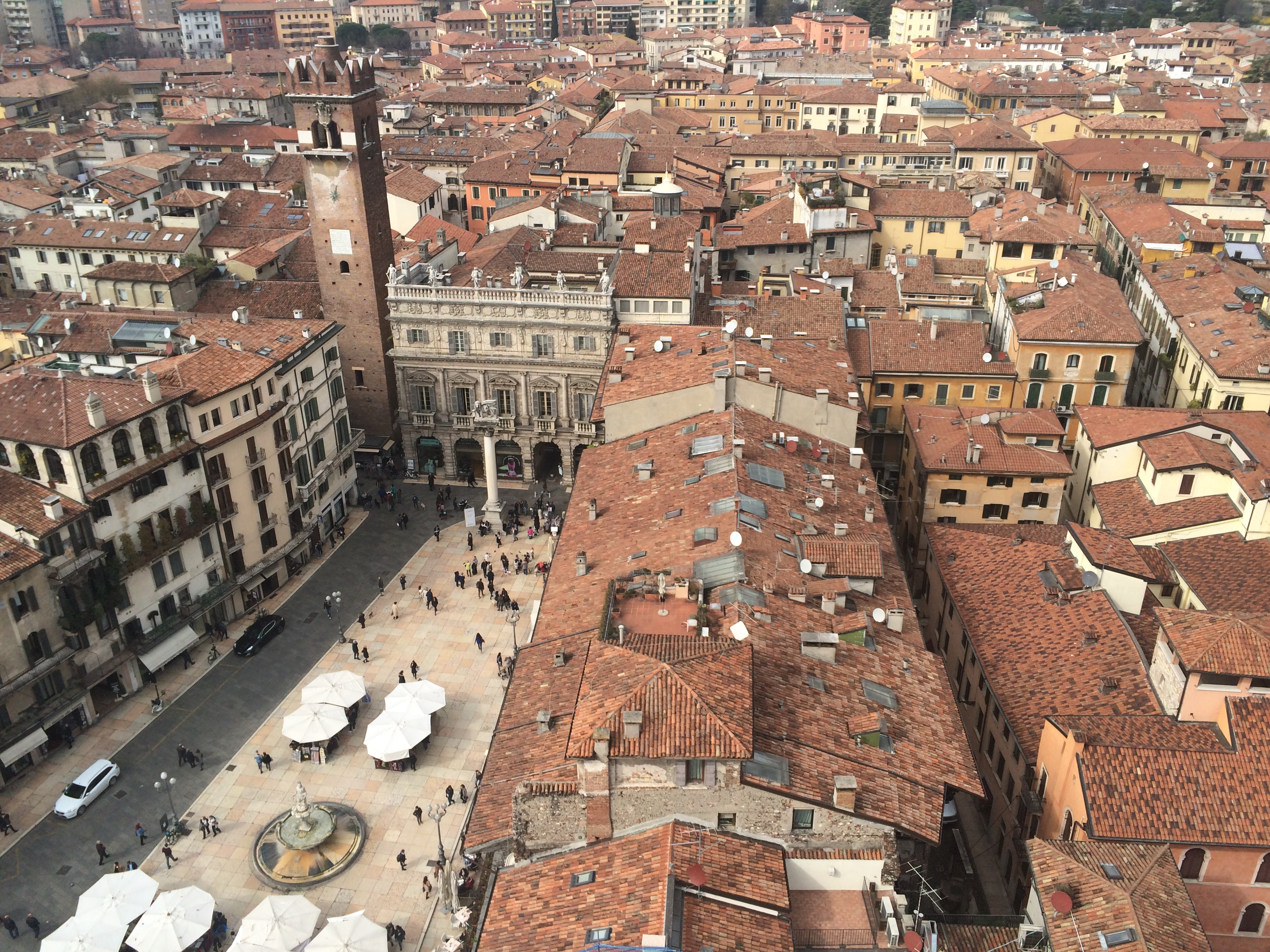
Piazza delle Erbe in Verona, met Fontein van de Madonna Verona en de Zuil van de Leeuw van Sint-Marcus

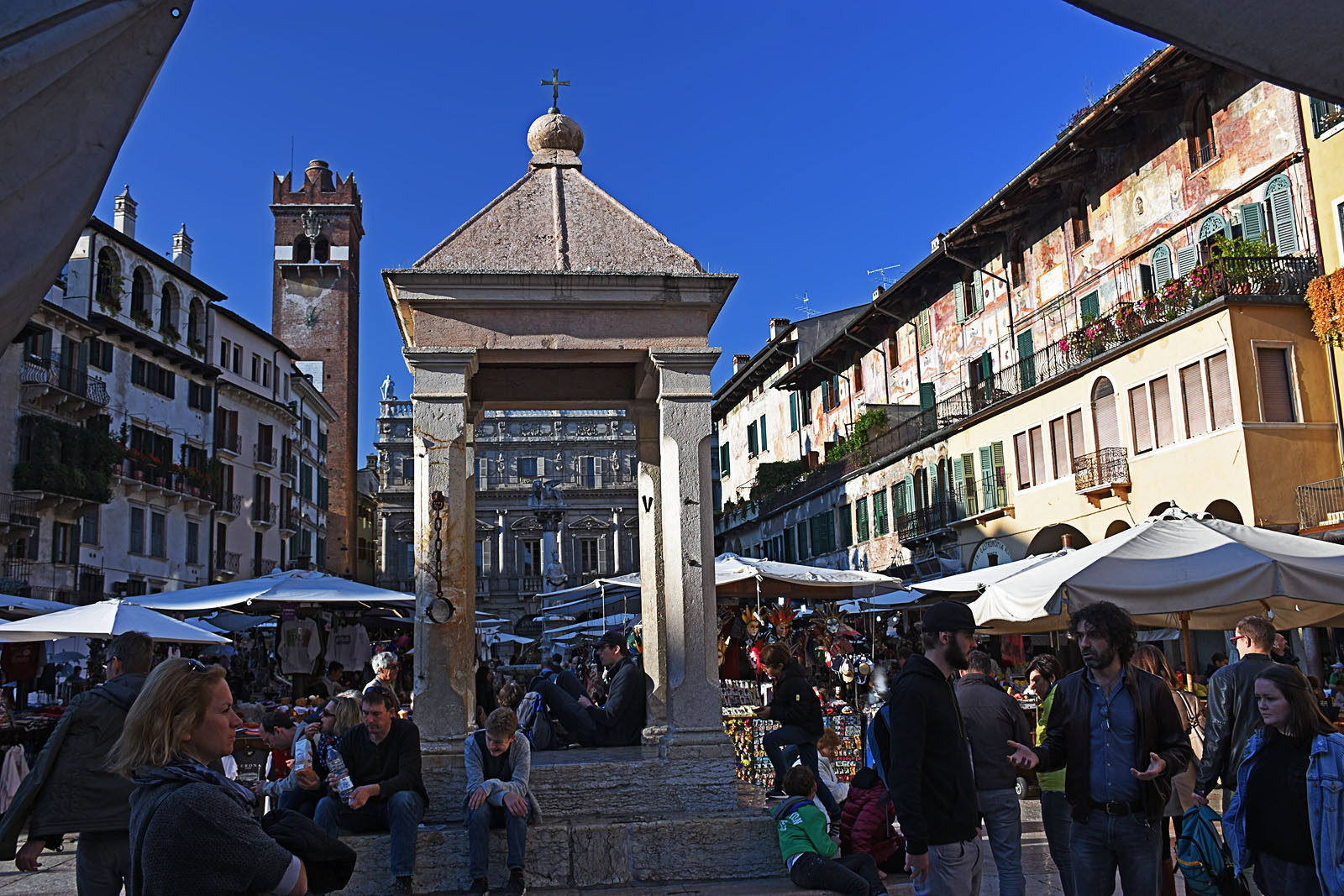
Tribuna of Capitello

De Piazza delle Erbe of Piazza Erbe is een centraal marktplein in Verona, een stad in de Noord-Italiaanse regio Veneto.
De naam delle Erbe gaat terug naar de middeleeuwse markten die er gehouden werden om groenten te verkopen. De Piazza bevindt zich in het oudste deel van de stad. In de Romeinse Tijd bevond zich hier het forum.
In de Late Middeleeuwen en Renaissancetijd werden er paleizen en patriciërswoningen gebouwd. Enkele gebouwen aan de Piazza delle Erbe zijn de Case dei Mazzanti, het Domus Mercatorum of handelaarshuis, het Palazzo del Comune met de Torre dei Lamberti en het Palazzo Maffei van de bankiersfamilie Maffei.
Op het plein bevinden zich de volgende bouwwerken:
- Colonna Antica: dit is een lantaarn geplaatst op een marmeren zuil (15e eeuw)
- Fontein van de Madonna Verona: Cansignorio della Scala, heer van Verona, liet in de 14e deze fontein bouwen.
- Tribuna: dit is een prieeltje (14e eeuw) waar in vroegere tijden de baljuw mededelingen voorlas en waar stadsmagistraten de eed aflegden. De Tribuna wordt ook Capitello genoemd.
- Zuil van de Leeuw van Sint-Marcus: deze zuil symboliseert de macht van de republiek Venetië waartoe Verona eeuwen behoord heeft. De leeuw is een 19e-eeuwse kopie, want de originele leeuw hebben inwoners vernield tijdens de opstand tegen de Fransen (1797). Deze opstand staat bekend als de Pasque Veronesi.
- Een zuil met een torentje bovenop. Hierin zijn figuren gesculpteerd zoals de Maagd Maria, de heiligen Petrus, Christoffel, Zeno en andere heiligen.